# Eushachia midas
Eushachia midas är en fjärilsart som beskrevs av Felix Bryk 1950. Eushachia midas ingår i släktet Eushachia och familjen tandspinnare. Inga underarter finns listade i Catalogue of Life.